# Chiesa di Santa Maria in Campis (Foligno)

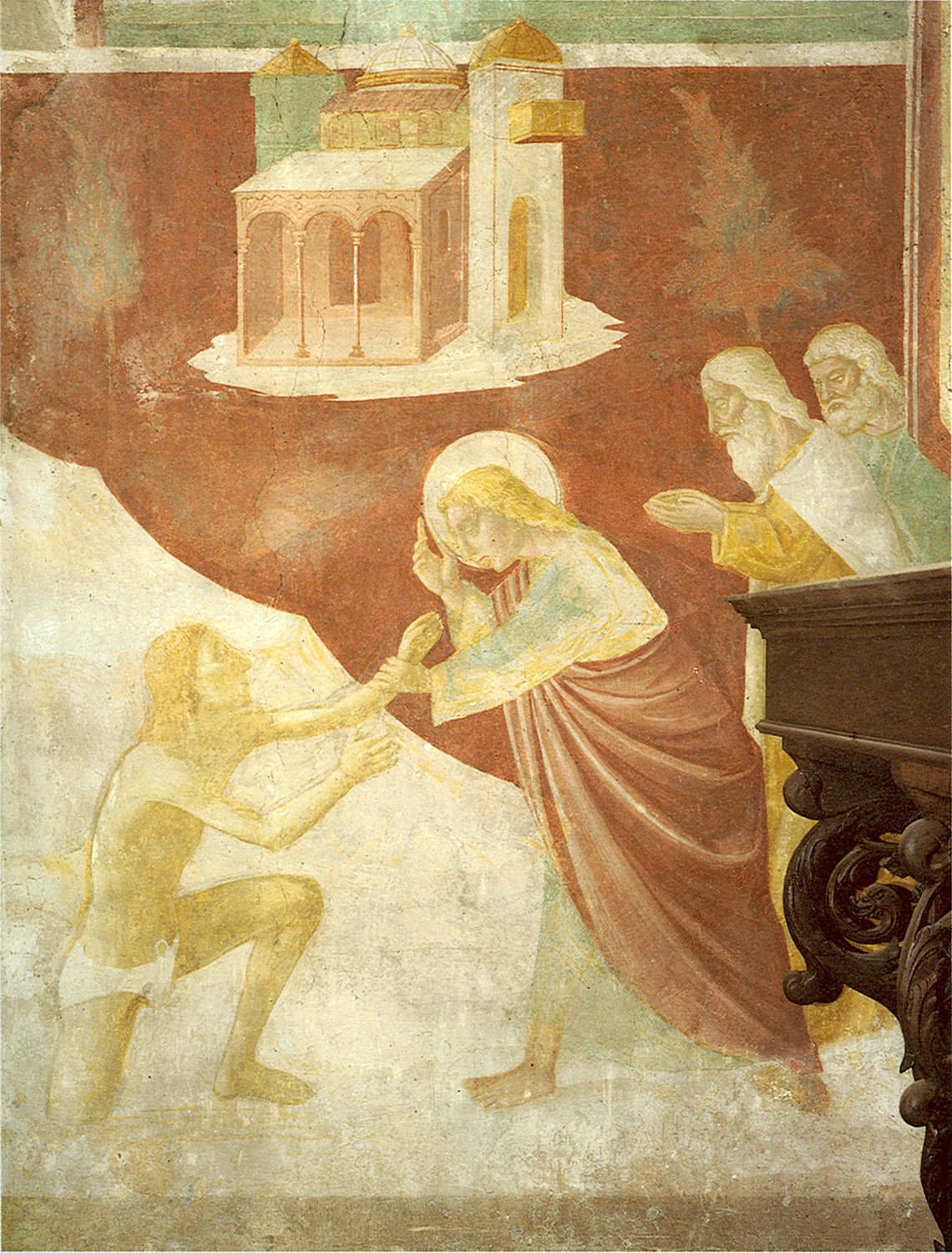
Niccolo di Liberatore, detto l'Alunno, San Tommaso resuscita il fratello del re dell’India.

La chiesa di Santa Maria in Campis è un edificio religioso di Foligno. 

## Storia e descrizione
La chiesa, in origine probabilmente chiesa cimiteriale sorta sulla via Flaminia presso una necropoli del II - III secolo d. C., viene ricordata nei documenti a partire dal XII secolo. Dal 1373 la chiesa venne tenuta dai monaci cistercensi del Corpo di Cristo, poi dal 1582 dagli olivetani. Niente rimane della chiesa romanica, mentre la fase tardo-medievale e la sua decorazione sono ben rappresentate, nonostante la profonda ristrutturazione avvenuta a seguito del terremoto del 1832. La chiesa fu infatti notevolmente ampliata a partire dalla fine del Trecento, grazie anche all'immagine miracolosa di una Madonna col Bambino che attirava un notevole numero di fedeli.
La facciata si mostra come un palinsesto rivelatore del fatto che la chiesa era in origine a navata unica. A sinistra si vede la parte aggiunta nel periodo sotto il pontificato di Bonifacio IX (1389 - 1404), consistente in una navata laterale sormontata da un loggiato in cui è visibile lo stemma del pontefice. Ancora a sinistra è il complesso abbaziale realizzato tra Trecento e Quattrocento dai cistercensi. Al centro è il portale affiancato da colonne su alti plinti, realizzato nel 1669.
L'interno è a tre navate, con la centrale voltata a botte con decorazioni neoclassiche e le laterali coperte con un moderno soffitto piano in legno. La navata destra fu ricavata demolendo alcune cappelle, mentre la sinistra è quella aggiunta nel tardo Trecento. 
La navata destra mostra tre affreschi frammentari: una scena con San Giacomo e figure di monaci che pregano la Madonna della Misericordia, attribuibile a Cristoforo di Jacopo, un brano racchiuso da una cornice dipinta a tortiglioni con l'Annunciazione in alto e la Crocifissione ed una Madonna della Misericordia con santa Caterina d'Alessandria e san Giacomo in basso attribuibile al cosiddetto Maestro di Fossato, ed un frammento trecentesco con la Crocifissione.
La porta della sacrestia presenta un'incorniciatura con un architrave datato 1487. Presso di essa è collocata la tavola con la Madonna col Bambino già oggetto in antico di intensa devozione che mostra sotto le pesanti ridipinture un impianto trecentesco. 
La seconda cappella del lato orientale dell'antico transetto fu fondata nel 1330 dal vescovo di Foligno Paolo Trinci ma fu edificata più tardi da Trincia e Corrado II Trinci nel 1373 e dedicata a Santa Marta Vergine. Dal 1515 l'ambiente venne danneggiato venendo utilizzato come una rimessa della chiesa ed in seguito venne occupato dalla cella della torre campanaria, per essere ripristinato solo all'inizio del XX secolo. Nel 1456 la cappella fu decorata a fresco da Nicolò Alunno con l'aiuto di alcuni collaboratori: nella parete di fondo è una frammentaria Crocifissione, mentre sulle pareti laterali sono raffigurate le Storie di San Tommaso Apostolo. Un'eccezione è costituita dalla lunetta della parete sinistra, divisa da una monofora, nella quale è una Annunciazione. Nelle vele della volta a crociera sono invece le figure degli Evangelisti. Nel sottarco di ingresso si vedono una Madonna col Bambino, Santa Caterina d'Alessandria, Santa Lucia e San Benedetto. Gli affreschi, che vedono la partecipazione di alcuni collaboratori quali, probabilmente, Bartolomeo di Tommaso e Ugolino di Gisberto, si presentano molto diminuiti specialmente per la perdita delle finiture a secco, ma mostrano ancora riferimenti al naturalismo nordico, come nella Crocifissione.
Quello che era il transetto sinistro della chiesa trecentesca è occupata da un'altra cappella utilizzata in passato anche come sacrestia. Nella parete sinistra si trova murato un pregevole ciborio quattrocentesco scolpito in pietra ed un affresco che era stato dipinto sulla parete del transetto, raffigurante una Madonna col Bambino in trono tra S. Francesco, Sant’ Antonio da Padova e Sant’ Antonio Abate, datato 1507 nell'iscrizione in basso ed attribuibile ad Ugolino di Gisberto. 
La navata sinistra propriamente detta, frutto dell'aggiunta di fine Trecento, conserva per la maggior parte un aspetto quattrocentesco. 
La terza cappella non conserva la decorazione quattrocentesca, ad eccezione dei frammenti che si vedono nella parete in fondo a sinistra e nel sottarco. Dopo un suo utilizzo profano improprio, l'ambiente fu nuovamente affrescato nel 1957 da Ambrogio Fumagalli con La celebrazione della morte di San Bernardo Tolomei sulla parete destra e L’incontro tra Sant’Antonio da Padova e Ezzelino Romano e la sua conversione sulla parete sinistra. Nella parete di fondo è invece raffigurato Bernardo Tolomei in preghiera con Sant’Antonio da Padova e a destra il ritratto dell’olivetano Domenico Schernardi (1915-1979), priore del convento all’epoca dei lavori.
La seguente cappella presenta affreschi molto deteriorati e non sempre leggibili, attribuiti concordemente a Giovanni di Corraduccio e databili al primo Quattrocento, forse al secondo decennio. Nelle vele della volta sono rappresentati i quattro Evangelisti ed altri otto santi negli angoli. La parete dell'altare è quasi del tutto perduta, ad eccezione di un Santo Stefano e di una Madonna col Bambino. Al centro si trova un dipinto con San Benedetto, di Ambrogio Fumagalli (1956). Sulla parete destra è una Crocifissione con i Dolenti, in parte danneggiato a sinistra in basso dall'apertura di una nicchia e di una porta. Nella parete sinistra è invece affrescato un grande Sant’Antonio Abate affiancato da sei episodi della sua vita.
La prima cappella fu costruita tra 1452 e 1455 a seguito del lascito dello speziale Pietro di Cola d'Andreuccio delle Casse che la volle erigere in vita e poi, per testamento, affidò al figlio Antonio la sua decorazione, eseguita probabilmente tra il 1458 e il 1460 da diversi pittori folignati. A sinistra è la parete dove era l'antico ingresso, decorato nell'imbotte da tralci vegetali, e, in alto, l'Annunciazione forata al centro da una finestrella che presenta negli sguanci due angioletti, uno che tira una ghirlanda ed un altro con uno scudo. In basso, ai lati della porta murata, sono Santa Lucia e Sant’Elena. Nella parete lunga di fondo è raffigurata la Navicella di San Pietro, desunta dal celebre mosaico di Giotto nella basilica romana di San Pietro. La parete a destra, dove è l'altare, è occupata dall'affresco con la Crocifissione, con la Maddalena, Maria, San Giovanni e angeli e, a sinistra, il ritratto del committente con il capo avvolto dal turbante. Nei sottarchi sono San Lorenzo, San Pietro, Sant’Apollonia, San Bernardino, San Sebastiano, Sant’Amico, San Giacomo Maggiore ed un altro santo. Il pilastro interno tra le arcate è decorato da un enorme San Cristoforo. All'esterno dello stesso pilastro è affrescato invece un San Rocco di Cristoforo di Jacopo, datata 1497, non pertinente quindi alla restante decorazione.
Gli affreschi rappresentano il primo riflesso, in Umbria, della lezione svolta da Benozzo Gozzoli in San Francesco a Montefalco. L'esecuzione di essi spetta ad un gruppo di pittori accomunati da quella esperienza. Il pittore principale, ed il più fedele a Benozzo è Pierantonio Mezzastris, al quale dovrebbero spettare la Crocifissione, le figure di Cristo e Pietro nella Navicella, i due angioletti della finestra e, nella parete sinistra la Santa Lucia e l'Arcangelo Gabriele. L'Annunciata e la Sant'Elena della stessa parete e i Santi del secondo sottarco sarebbero opera di un aiuto meno dotato del Mezzastris, forse da riconoscersi in un suo documentato collaboratore, Polidoro di Bartolomeo figlio di Bartolomeo di Tommaso. Un altro pittore, molto vicino a Bartolomeo, avrebbe eseguito il San Cristoforo nel pilastro interno ed i personaggi nella parte sinistra della Navicella, probabilmente identificabile in Pietro di Mazzaforte. Nella parte destra dello stesso episodio gli apostoli spettano ad un'altra mano, forse individuabile nel giovane Niccolò Alunno.
A sinistra dell'ingresso principale, è una figura affrescata di Sant'Antonio abate datata 1482 e, nel muro accanto, il Beato Pietro Crisci, una Madonna del latte tra i santi Pietro e Paolo ed un santo acefalo, forse Bernardo da Chiaravalle.